# 吉松停車區
吉松停车区（日语：吉松パーキングエリア）是位於鹿兒島縣姶良郡湧水町的九州自動車道之休息區，除了基本設施外還設有木製長椅和草地，可供休息和散步用。

## 連接道路
- 九州自動車道

## 歷史
- 1981年10月1日 - 九州自動車道蝦野JCT至栗野IC之間開通，此休息區也同時啟用。
- 2006年8月10日 - 在下行線設置災難對應型自動售賣機。
- 2006年9月8日 - 在上行線設置災難對應型自動售賣機。
- 2009年3月 - 在上、下行線設置緊急車輛通道。

## 休息區設施
- 上行線（小林、蝦野、八代、熊本、福岡、北九州方向）
  - 停車場
    - 小型車：16台
    - 大型車：10台

  - 廁所
    - 男士 大型2（和式1、西式1）、小型6
    - 女士 5（和式4、西式1）
    - 輪椅人士專用 1

  - 災難對應型自動售賣機
  - 巴士站
- 下行線（鹿兒島、指宿方向）
  - 停車場
    - 小型車：16台
    - 大型車：10台

  - 廁所
    - 男士 大型2（和式1、西式1）、小型6
    - 女士 5（和式4、西式1）
    - 輪椅人士專用 1

  - 災難對應型自動售賣機
  - 巴士站

## 鄰近設施
九州自動車道
(20)蝦野IC - (21)蝦野JCT - 吉松停车区 - (22)栗野IC

## 相關項目
- 日本服務區與休息區一覽

## 外部連結
- 西日本高速道路株式會社（页面存档备份，存于）（日語）